# Каніщев Василь Георгійович
Каніщев Василь Георгійович (20 січня 1911, Катеринослав — 23 листопада 1987, Дніпропетровськ)) — український архітектор.

## Біографія
У 1932 закінчив Інженерно-будівельний інститут у Дніпропетровську.
Професор. Ленінська премія, 1959.

## Творчість
Основні роботи — в галузі промислового будівництва:
- листопрокатний цех Новомосковського заводу (1936 — 1937),
- ливарний цех заводу «Центроліт» у Тбілісі (1938 — 1939),
- головний корпус ебонітового зводу в Курську (1939 — 1941),
- основні корпуси заводу в Кам'янську (1942 — 1944),
- ряд цехів заводу «Запоріжсталь» (1947).